# Медаль «За освобождение Варшавы»
Медаль «За освобождение Варшавы» — государственный нагрудный знак отличия (медаль) Союза Советских Социалистических Республик.
Медаль, по ходатайству Народного Комиссариата Обороны Союза Советских Социалистических Республик, учреждена Указом Президиума Верховного Совета Союза ССР, от 9 июня 1945 года. Автор проекта медали — художница Курицына. По состоянию на 1 января 1995 года медалью «За освобождение Варшавы» награждено приблизительно 701 700 человек.

## Положение о медали
Медалью «За освобождение Варшавы» награждались военнослужащие Красной Армии, Военно-Морского Флота и войск НКВД ВС Союза ССР — непосредственные участники героического штурма и освобождения Варшавы в период 14—17 января 1945 года, а также организаторы и руководители операций при освобождении этого города.
Вручение медали производилось от имени Президиума Верховного Совета СССР на основании документов, удостоверяющих фактическое участие в освобождении Варшавы, выдаваемых командирами частей и начальниками военно-лечебных заведений.
Вручение производится:
- лицам, находящимся в войсковых частях Красной Армии и Военно-Морского Флота, — командирами войсковых частей;
- лицам, выбывшим из состава армии и флота, — областными, городскими и районными военными комиссарами по месту жительства награждённых.

Медаль «За освобождение Варшавы» носится на левой стороне груди и при наличии других медалей СССР располагается после медали «За освобождение Белграда»

## Описание медали
Медаль «За освобождение Варшавы» изготовляется из латуни и имеет форму правильного круга диаметром 32 милиметра.
На лицевой стороне (аверс) вверху по окружности надпись «ЗА ОСВОБОЖДЕНИЕ», в центре надпись на ленте «ВАРШАВЫ», внизу пятиконечная звездочка с расходящимися от неё лучами. Лицевая сторона медали окаймлена бортиком.
На оборотной стороне (реверс) медали дата освобождения Варшавы «17 января 1945», над датой пятиконечная звездочка.
Все надписи и изображения на медали выпуклые.
Медаль при помощи ушка и кольца соединяется с пятиугольной колодкой, обтянутой синей шёлковой муаровой лентой шириной 24 мм. Посередине ленты красная полоска шириной 8 мм. Края ленты окаймлены узенькими желтыми полосками.

## Иллюстрации

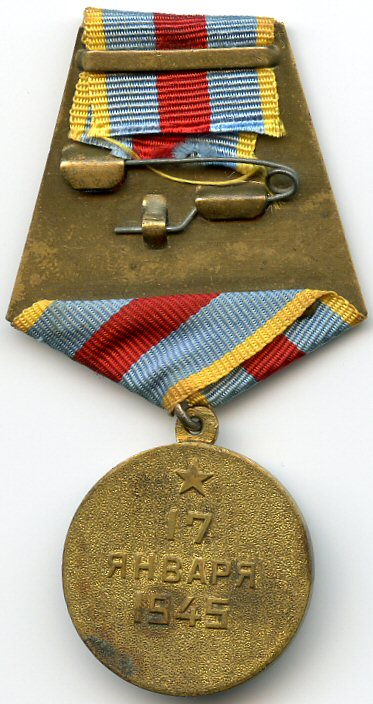
Реверс медали
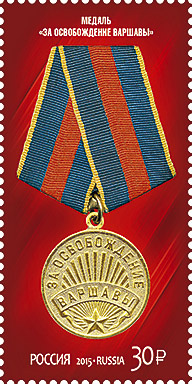
Почтовая марка России, 2015 год
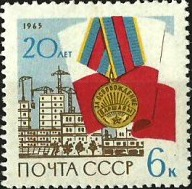
Почтовая марка СССР. 1965 год. 20-летие освобождения Варшавы.